# Divisione aerea
La divisione aerea è una grande unità di un'aviazione militare al cui comando è normalmente posto un generale di divisione aerea (proveniente dal ruolo navigante) o da un maggior generale, cioè un ufficiale di grado equivalente.

## Descrizione
A seconda delle scelte organizzative adottate nei diversi Paesi, si tratta del secondo più importante organismo operante all'interno della forza armata dopo la squadra aerea e, come avveniva in Italia con la Regia Aeronautica e l'Aeronautica Militare prima della sua riorganzzazione, un'unità operante a livello superiore della brigata aerea (o del reggimento aereo ad esempio nei paesi orientali sotto l'egida dell'URSS prima e poi in Russia per l'aviazione navale e le forze aerospaziali), definendosi come la seconda entità dell'organizzazione operativa periferica di tale forza armata.
Nell'USAF invece, le divisioni aeree (Air division) vennero istituire nel 1948 e poste immediatamente al disotto di una forza aerea numerata (Numbered air force) per poi essere abolita negli anni novanta con lo scopo di ridurre il numero di comandi, mentre nel sistema britannico in uso presso quasi tutti i paesi dell Commonwealth è invece chiamato gruppo aereo al cui comando vi è un vice maresciallo dell'aria (in inglese air vice-marshal), o maggior generale per la Royal Canadian Air Force che però nella disegnazione biolinguistica usa designare tale unità come Air division e Division aérienne.
Nella Germania nazista, nei primi periodi di vita della Luftwaffe, ogni Fliegerkorps era suddiviso in Fliegerdivision (divisioni aeree), avanzate però successivamente (nella maggior parte dei casi) e nei primi mesi di guerra a livello di Fliegerkorps. successivamente, durante la Guerra fredda in Germania Ovest e dopo la caduta del Muro di Berlino in quella unificata. La grande unità della Luftwaffe ricalcata dal sistema NATO, prendeva il nome di Luftwaffendivision e furono sciolte nel 2013. Nella Germania Est invece le divisioni aeree della Luftstreitkräfte erano dette Luftverteidigungsdivision (LVD).

## Struttura gerarchica di un'aviazione militare tipo
La struttura gerarchica generale dei reparti di volo può essere così suddivisa:
armata aerea: unione di più squadre aeree al comando di un generale d'armata aerea o da un generale designato d'armata aerea;
squadra aerea: reparto territoriale costituito da due o tre divisioni o brigate, al comando di un generale di squadra aerea;
divisione aerea: tre stormi, al comando di un generale di divisione;
brigata aerea: due stormi, al comando di un generale di brigata;
stormo: reparto autonomo, al comando di un colonnello; 
gruppo: reparto costituito da apparecchi dello stesso tipo, al comando di un maggiore o di un tenente colonnello; 
squadriglia: reparto costituito da due o tre sezioni, al comando di un capitano;
sezione: al comando di un tenente o sottotenente;